# Iglesia de los Cimarrones de San Juan
La Iglesia de los Cimarrones de San Juan (en inglés: St. John's Maroon Church) es un edificio histórico situado en Freetown, Sierra Leona. Construido en 1820, es un pequeño edificio blanco con una arquitectura colonial llamado así en honor de los cimarrones o esclavos fugitivos (en el caso de Freetown, el término se utiliza para los antiguos guerreros "Maroon" de Jamaica que fueron enviados a Freetown). Fue declarado monumento nacional en 1956 bajo la ordenanza de Monumentos y Reliquias del 1 de junio de 1947.
El 200 aniversario de la fundación de la Iglesia de San Juan fue celebrado en 2007.